# Ulsan HD FC
Ulsan Hyundai Football Club je jihokorejský fotbalový klub, založený 6. prosince 1983, patřící firmě Hyundai Heavy Industries. V roce 1984 se připojili do K Ligy, profesionální korejské fotbalové ligy, pod názvem Hyundai Horang-i. Domovským stadionem je pro ně Ulsan Munsu s kapacitou přes 44 tisíc osob.